# Asiatischer Gabelbart
Der Asiatische Gabelbart (Scleropages formosus), auch Asiatischer Knochenzüngler oder Asiatischer Arowana genannt, ist ein Raubfisch aus der Familie der Knochenzüngler (Osteoglossidae).

## Beschreibung

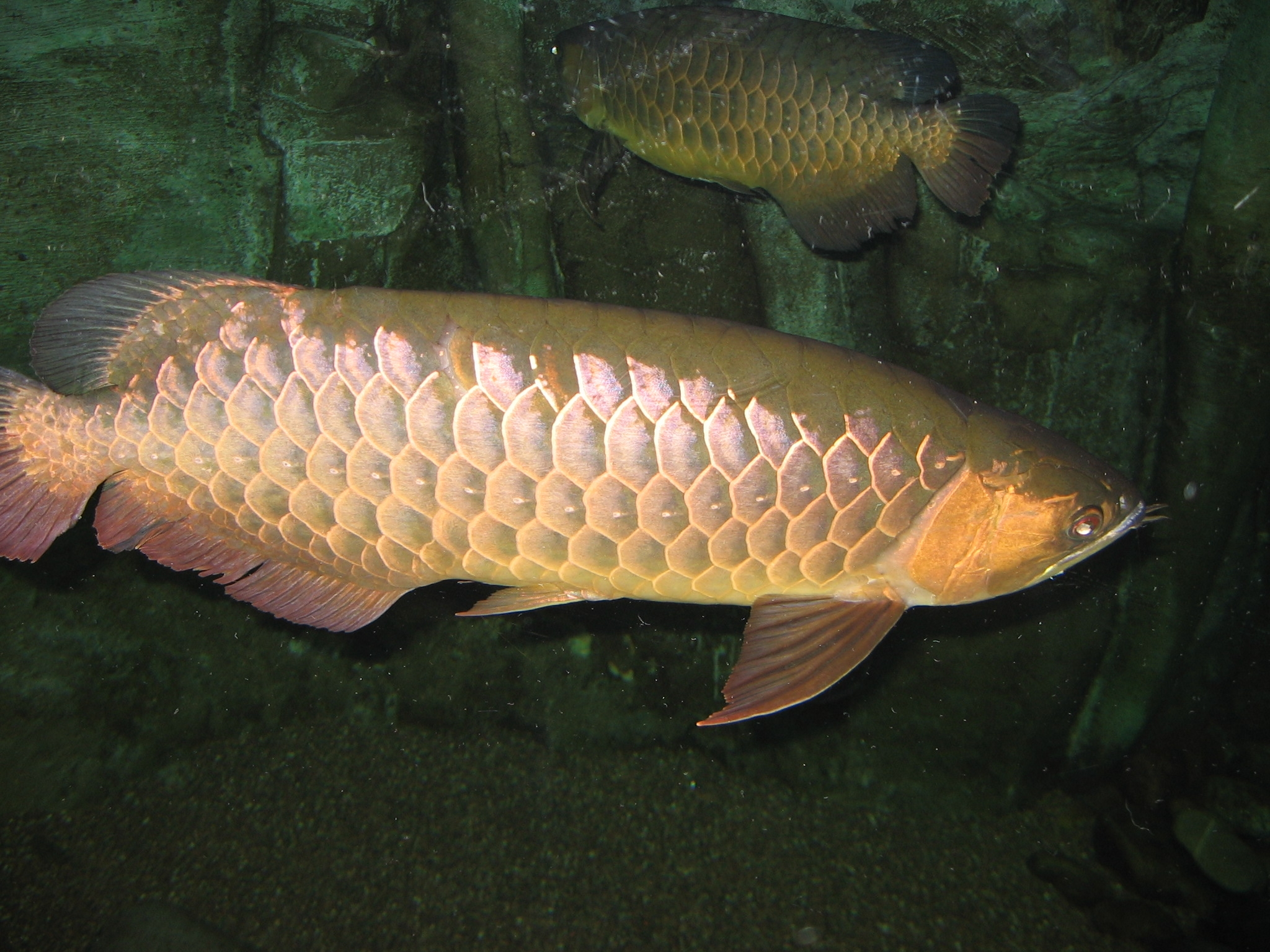
Goldene Morphe

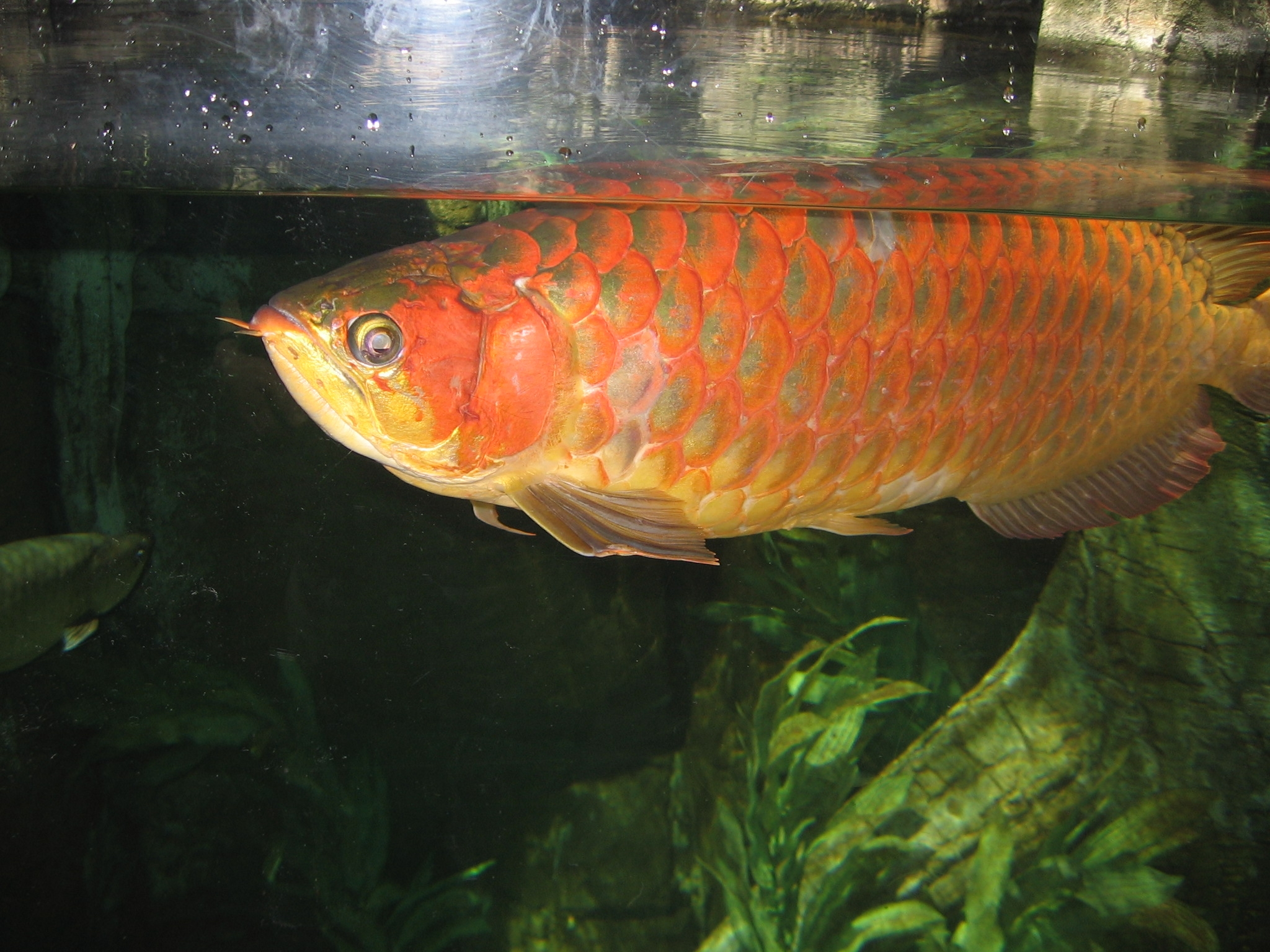
Rote Morphe

Der Asiatische Gabelbart hat einen langgestreckten, seitlich abgeflachten Körper und kann bis zu 90 cm lang werden, jedoch bleibt er in den meisten Fällen deutlich kleiner (max. 60 cm). Die Körperhöhe beträgt etwa ein Viertel der Standardlänge. Ältere Exemplare werden mit der Zeit hochrückiger. Der Kopf ist höher als lang, die Breite beträgt etwa als ¾ der Kopflänge. Das Maul steht schräg, die Maxillare ist lang und reicht bis unter den Augenmittelpunkt oder bis hinter den hinteren Augenrand. An der Spitze des Unterkiefers befinden sich zwei kurze, dicke Barteln. Die Brustflossen sind lang (etwa ein Drittel der Standardlänge) und erreichen meistens die Basis der Bauchflossen, die nur halb so lang sind wie die Brustflossen. Die Afterflosse ist kurz (weniger als 28 % der Standardlänge). Die Rückenflosse ist kurz und erreicht nur die Hälfte bis 3/4 der Afterflossenlänge. Die Schuppen sind groß.
Der Asiatische Gabelbart kommt in verschiedenen Farbmorphen vor. Die grüne Morphe hat einen dunkel olivgrünen Rücken und silbrige oder grüngoldene Körperseiten. Auf den Schuppen entlang der Seitenlinie finden sich dunkelgrüne oder dunkelblaue Flecken. Dies kann stimmungsabhängig sein. Die Bauchseite ist weißlich oder silbrig. Die Flossenmembranen sind grünlich, bei der Population aus Sumatra bläulich-purpur. Bei der goldenen Morphe sind Rücken, Rückenflosse und das obere Drittel der Schwanzflosse dunkel gefärbt. Der Rest der Schwanzflosse und die Afterflosse sind rötlich oder hellbraun. Bei Jungfischen sind der Kiemendeckel, die großen Schuppen an den Seiten, die Bauchseite und die Brust- und Bauchflossen silbrig mit einem goldenen Schimmer. Mit zunehmendem Alter werden diese Partien immer stärker leuchtend gold. Die rote Morphe ist auf der Rückenseite dunkelbraun gefärbt. Die Seiten, der Kiemendeckel und die Flossen variieren in verschiedenen Gold-Rot-Tönen. Die Lippen sind rot. Bei adulten Exemplaren ist die rötliche Farbe weniger deutlich und die Bauchseite wird weißlich. Die silberne Morphe hat einen dunkelgrauen Rücken und silbrige Körperseiten. Auf den meisten der großen Schuppen findet sich ein kreisrunder, dunkelgrauer oder olivfarbener Ring. Die Bauchseite ist weißlich oder silbrig. Die unpaaren Flossen der Population aus West-Kalimantan sind dunkelgrau. Bei der Population aus Zentral-Kalimantan ist die Flossenmembran gelblich, die Flossenstrahlen dunkelgrau.
- Flossenformel: Dorsale 15–20, Anale 24–28, Pectorale 7, Ventrale 5.

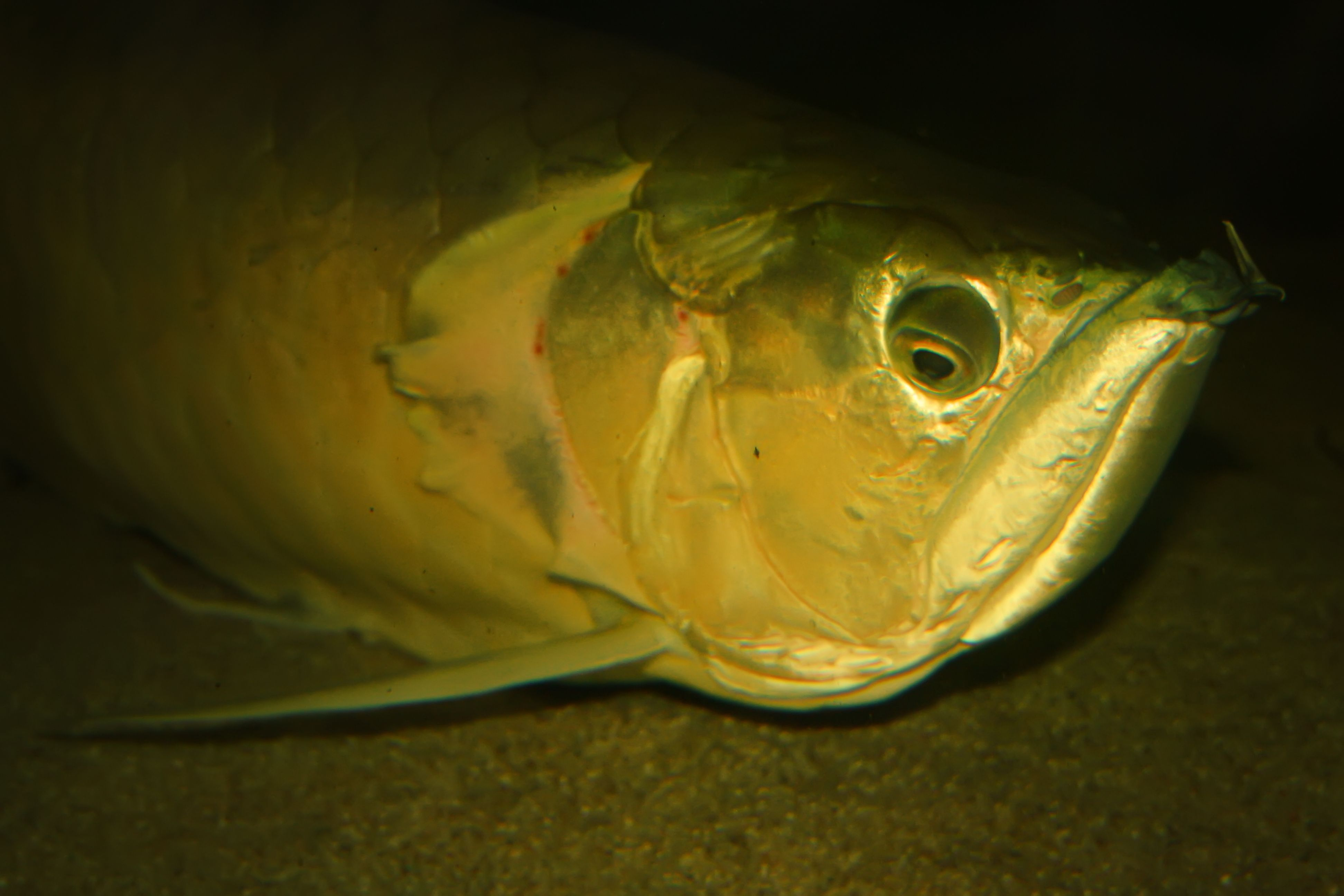
Asiatischer Gabelbart im Naturkundemuseum Karlsruhe

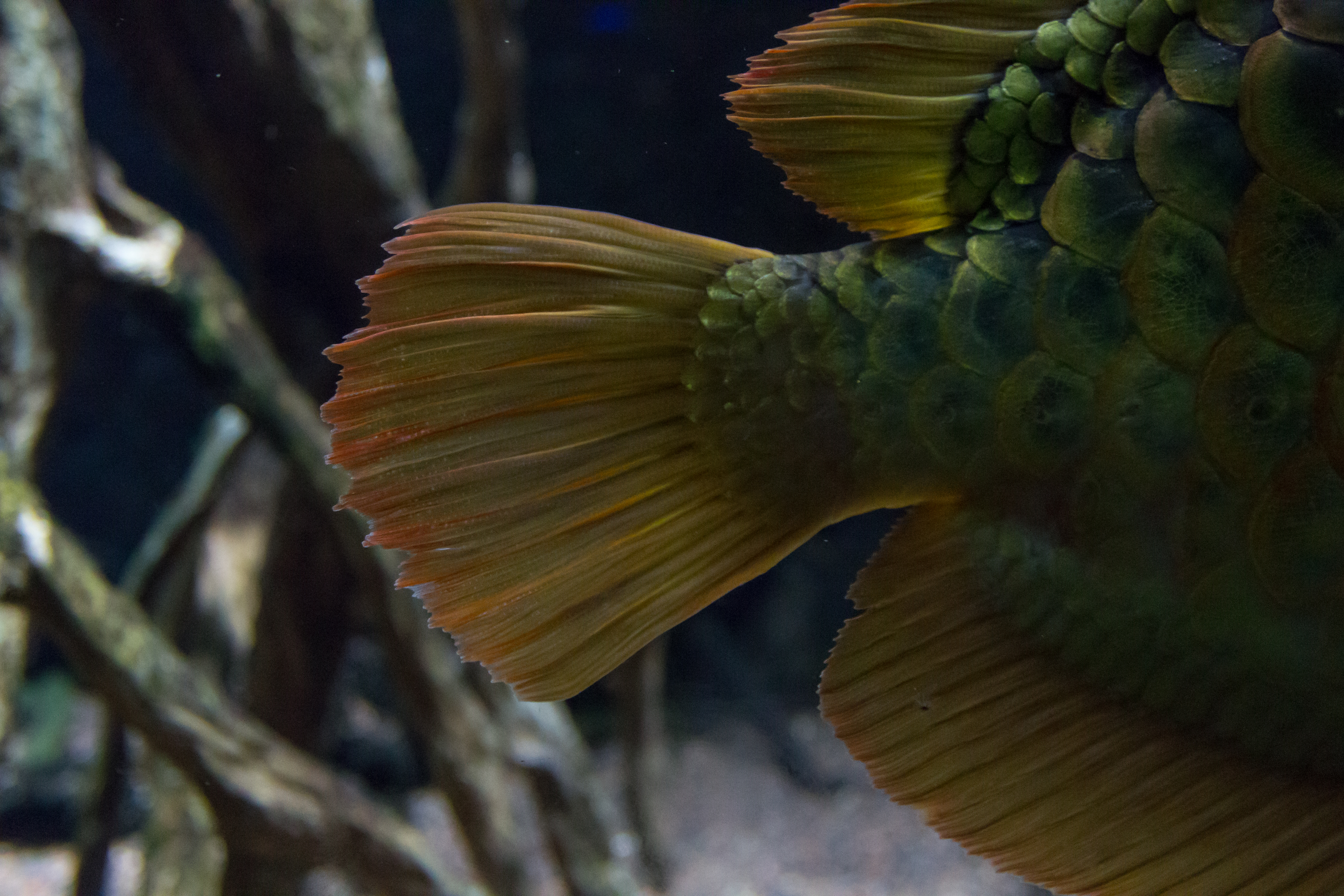
Die Schwanzflosse im Detail

- Schuppenformel SL 21–26.[1]

## Verbreitung
Der Asiatische Gabelbart lebt im südlichen Thailand, in Kambodscha, im südlichen Vietnam, auf der Malaiischen Halbinsel und den meisten Flusssystemen Sumatras und Borneos. Die goldene Morphe kommt in kleinen Regenwald-Seen im Gebiet des Siak in der Nähe von Pekanbaru und entlang des Batanghari im Nationalpark Berbak auf der indonesischen Insel Sumatra vor. Die rote Morphe wurde in kleinen Regenwaldbächen und kleinen Seen (weniger als 1 km² groß) rund um den Sentarumsee im oberen Stromgebiet des Kapuas auf der indonesischen Insel Kalimantan gefunden. Die Gewässer in den Lebensräumen beider Morphen führen von Tanninen gefärbtes Schwarzwasser mit einem pH-Wert von weniger als 5,5. Die silberne Morphe lebt in Zentral- und West-Kalimantan (Kapuas) in kleinen Regenwald-Bächen und größeren Weißwasser- und Klarwasserflüssen mit mehr oder weniger stark strömendem Wasser. Der pH-Wert der Heimatgewässer liegt oberhalb von 6. Auf der Malaiischen Halbinsel im malaiischen Bundesstaat Pahang kommt außerdem eine bläuliche Knochenzünglerpopulation vor.

## Lebensweise
Der Asiatische Gabelbart bewohnt die Uferregionen schnell oder langsam fließender Flüsse. Der für die Fortpflanzung als günstig beschriebene pH-Wert liegt im Bereich 7,6–7,8. Er ernährt sich von Fischen, Fröschen und großen Insekten, die er an der Wasseroberfläche erjagt. Scleropages formosus erreicht die Geschlechtsreife mit drei bis vier Jahren. Zu diesem Zeitpunkt hat er eine Länge von 45–60 cm. Die Laichzeit erstreckt sich in seinen angestammten Verbreitungsgebieten über die Monate Juli bis Dezember. Ein bis zwei Wochen nach der Paarung erfolgt die Eiablage. Ein reifes Ovar von 1,9 cm Durchmesser beherbergt 20–30 Eier, sodass ein Weibchen zwischen 10 und 60 Eier legen kann, die einen Durchmesser von gut 10 mm haben. Das Männchen nimmt die befruchteten Eier mit seinem Maul auf (parentale Maulbrüter). Die schlüpfenden Jungfische sind 6–7 cm lang. Sie bleiben im Maul des Männchens, bis ihr Dottersack vollständig aufgebraucht ist.
Die Eier sind groß und erreichen Durchmesser von 1,38 bis 1,58 cm. Die Jungfische sind bei der Geburt 6 bis 7 cm lang. Die Anzahl der Eier in einem Gelege beträgt weniger als 50.

## Systematik
Der Asiatische Gabelbart wurde 1840 durch die deutschen Naturforscher Hermann Schlegel und Salomon Müller unter der Bezeichnung Osteoglossum formosum erstmals wissenschaftlich beschrieben. Die Gattung Scleropages wurde 1864 durch den deutschen Ichthyologen Albert Günther mit der Erstbeschreibung von Leichhardts Knochenzüngler (Scleropages leichardti) eingeführt.
Die goldene, rote und silbrige Farbmorphe wurden 2003 als eigenständige Arten beschrieben (S. aureus, S. legendrei und S. macrocephalus) und bei Scleropages formosus verblieb lediglich die grüne Farbmorphe und die bläuliche Knochenzünglerpopulation von der Malaiischen Halbinsel, die nicht untersucht werden konnte, da kein Typusexemplar vorlag. Die neuen Arten wurden jedoch nicht allgemein anerkannt und gelten als Synonymbeschreibungen von Scleropages formosum. Eine genaue genetische Untersuchung der malayischen Knochenzüngler ergab, dass die grüne Morphe nicht monophyletisch ist und anderen Farbmorphen darin verschachtelt sind. Stattdessen gehören die Populationen Malaysias zu 3 genetischen Linien, die allopatrisch verbreitet sind. Eine dieser Linien ist auf Zentral-Sarawak beschränkt.

## Beziehung zum Menschen, Nutzung und Gefährdung
In Asien gilt der Gabelbart schon seit langem als Familienfisch und Glücksbringer. Ähnlich wie der Koi wird er, besonders die rote Morphe, auch im Rahmen von Feng Shui als Symbol für Glück, Reichtum, Wohlstand und Stärke angesehen. Sein Status gilt als stark gefährdet, da er in seinem gesamten Verbreitungsgebiet seltener geworden ist. Gründe für diese Abnahme sind in menschlichen Aktivitäten zu suchen. Natürliche Habitate, in denen dieser Fisch lebt, werden abgebaut. Sümpfe werden oftmals in landwirtschaftliche Flächen und bewaldete Lebensräume werden in Plantagen umgewandelt oder durch Waldbrände zerstört. Des Weiteren werden diese Fische seit den 1970er Jahren gerne in Aquarien gehalten, jedoch beschränken oder verbieten manchen Nationen den Besitz dieser Spezies. So kam es trotz registrierten Züchtern zu illegalem Handel. Heute ist der Markt reguliert, doch nicht optimal und damit werden natürliche Exemplare heute noch, von Händlern, ausgebeutet. Die Fische werden durch das Washingtoner Artenschutzabkommen sowie die EU-Artenschutzverordnung geschützt.